# Серозна рідина
Серозна рідина (лат. serum — сироватка) — прозора білкова рідина, що виділяється серозними оболонками, які вистилають внутрішні порожнини тіла людини і тварин. Утворюється шляхом ультрафільтрації з кровоносних судин; містить, окрім білка, невелику кількість різних клітинних елементів (лейкоцити, відпалі клітки мезотелію та ін.).
Серозні оболонки, що вистилають внутрішні порожнини тіла, виділяють білкову прозору рідину, яка називається серозної рідиною. Ця субстанція виникає як результат ультрафільтрації рідини з кровоносних судин, і крім білка в ній міститься деяка кількість клітинних елементів, таких, як відпалі клітини мезотелію, лейкоцити та ряд інших. При порушеннях крово- і лімфообігу може відбуватися накопичення серозної рідини, яке називається  транссудатом.
Серозна оболонка є тонкою сполучнотканинною мембраною, товщина якої складає в середньому один міліметр, покриту плоским одношаровим епітелієм. Серозними оболонками вважаються плевра, очеревина, перикард і ряд інших подібних утворень.
| Метелик | Це незавершена стаття з біології. Ви можете допомогти проєкту, виправивши або дописавши її. |